# Ratni reporter (2011.)
Ratni reporter je hrvatski dokumentarni film Silvestra Kolbasa. Snimljen u produkciji Factuma i u koprodukciji sa Zagreb filmom. Film je višestruko nagrađivan.

## Radnja
Intimna ratna pripovijest koja prati zbivanja tijekom velikosrpske agresije na Hrvatsku 1991. godine. Prati zbivanja u autorovoj rodnoj Slavoniji. U filmu autor na primjeru svog života nudi slojevitu i cjelovitu paradigmu rata koji je promijenio baš svačiji život. Film je također i priča cijelog naraštaja ratnih reportera koji se sasvim nepripremljen našao usred kaosa šta ga napravi rat. U filmu kombinira sjećanja na predratni mir s ratnim zbivanjima, mjesta odrastanja i što se dogodilo od predratnih snova. Kolbas je u ratu bio snimatelj Hrvatske televizije i za film se poslužio snimkama koje je snimio za vrijeme Domovinskog rata.

## Priznanja
- Uvršten je u finalni krug nominacija za najvažniju europsku televizijsku nagradu - Prix Europa (u kategoriji najboljeg televizijskog dokumentarnog filma).[2]
- Nagrada Oktavijan za najbolji dokumentarni film[2] na Danima hrvatskog filma 2011.
- Nagrada za montažu na Danima hrvatskog filma[2] 2011.
- Nagrada za najbolji vizualni identitet na TV Festu u Baru[2]
- Godišnja nagrada Vladimir Nazor za filmsku umjetnost[2]
- Posebno priznanje žirija na Međunarodnom festivalu dokumentarnog i kratkometražnog filma u Ismailiji u Egiptu.[2]
- Liburnia Film Festival 2011 - Grand prix[1]

Prikazan je i na festivalima:
- ZagrebDox 2011.[1]
- Motovun Film Festival 2011.[1]
- Sarajevo Film Festival 2011.[1]
- DokuFest, Prizren 2012.[1]
- Golden Boll Film Festival 2012., Adana;[1]
- Tranzyt 2012., Poznań;[1]
- Prix Europa 2012.[1]
- Medimed 2012., Sitges;[1]
- Eastern Neighbours Film Festival 2012., Haag;[1]
- Slobodna Zona 2012., Beograd[1]

## Vanjske poveznice
- PNSJ Productions, YouTube Ratni reporter (cijeli film)
- infoHAVC, YouTube, Ratni reporter (trailer)